# Limbo (film 1972)
Limbo è un film del 1972 diretto da Mark Robson.